# Moulin Saint-Roch
Le moulin Saint-Roch est un moulin à vent situé sur la commune de Grimaud, dans le département français du Var. Il fait partie du domaine public de la commune.

## Présentation
Le moulin à vent est édifié au XVIIIe siècle. Il fait partie des quatre moulins à vent de la commune. Cependant, d'autres moulins, bien plus nombreux, permettaient aussi de produire de la farine : les moulins à eau. Il en existait neuf sur le territoire. La toiture, les ailes et le mécanisme du moulin sont restaurés dans les années 1990. Au-devant de l'édifice se trouve une aire de battage : sur cet espace, les chevaux piétinaient de leurs sabots les gerbes de blé. Quelquefois, ils tiraient un rouleau de pierre, augmentant l'efficacité de l'action. Les grains étaient portés au moulin pour y être broyés par deux meules en pierre. Les ailes, ou antennes du moulin, devaient impérativement être couvertes de voiles. Ces moulins ont cessé de fonctionner au début du XXe siècle.